# Agrostis canina
Agrostis canina é uma espécie de gramínea do gênero Agrostis, pertencente à família Poaceae.